# Зовсім безнадійний
«Зовсім безнадійний» (рос. «Совсем пропащий») — радянський художній фільм кінорежисера Георгія Данелії. Екранізація роману Марка Твена «Пригоди Гекльберрі Фіна».
Прем'єри фільму відбулися у: Фінляндія (15 квітня 1974 року), Швеція (2 листопада 1974 року, на телебаченні), НДР (15 вересня 1975 року, на телебаченні).

## Сюжет
Захоплююча історія дружби хлопчика-зірвиголови і біглого раба. Друзі відправляються в подорож по диким просторам Міссісіпі і переживають в дорозі стільки неймовірних пригод, що їх вистачило б на кілька історій!

## Актори
- Роман Мадянов — Гекльберрі Фінн
- Фелікс Імокуеде — Джим
- Євген Леонов — Король
- Вахтанг Кікабідзе — Герцог
- Володимир Басов — батько Гекльберрі Фінна
- Ірина Скобцева — вдова Дуглас
- Катерина Верулашвілі — місс Уотсон
- Наталія Сайко — Мері Джейн
- Ірина Савіна — Джоанна, "Зайчина Губа"
- Дмитро Єршов — Бак
- Абессалом Лорія — Альварес
- Анатолій Яббаров — трунар
- Іван Рижов — Богс
- Андрій Файт — Гаррі Уілкс
- Леонід Платонов — власник бійцівського півня
- Юрій Чернов — людина на пристані
- Юріс Стренга — Вільям Уілкс
- Микола Горлов — касир
- О. Єрофєєв — власник бійцівського півня
- О. Єлізаров — людина в циліндрі
- Володимир Івашов — полковник Шерборн
- Олександр Лебедєв — горбань
- Анатолій Обухов — м'ясник
- Геннадій Ялович — проповідник
- Віталій Леонов — пияк
- Євген Гуров — старий на церемонії прощання
- Александрас Рібайтіс — супроводжуючий Уілксів
- Анатолій Абрамов — лікар

## Нагороди
- Номінація: Золота пальмова гілка 27-го Каннського кінофестивалю (1974)

## Додаткові факти
- Вихід фільму на екран збігся з візитом Брежнєва в Америку і тому «антиамериканський» фільм відклали на полицю.
- На думку американських критиків фільм знятий радянської кіностудією було визнано найкращою екранізацією Марка Твена [джерело?].
- Виконавця ролі афроамериканця-втікача Джимма (Фелікс Імокуеде) знайшли в Університеті Дружби Народів імені Патриса Лулумби. Однак актора з капіталістичної Нігерії забракувало керівництво студії і тоді знімальна група пішла на хитрість, придумавши акторові батьків-комуністів [1].